# 麥可·戴門
麥可·路易斯·戴門（英語：Michael Louis Diamond，1965年11月20日—）是美國饒舌歌手，知名於其藝名麥克·D（英語：Mike D）以及身為嘻哈團體野獸男孩的創始成員。除了饒舌與歌唱外，戴門也有打鼓的專長，並曾幫莫比與碧玉做過混音。

## 生平
身為聖安藝校的學生，戴門出生於紐約市的猶太家庭。1979年，戴門共同組建了樂團The Young Aborigines。1981年，樂團的粉絲亞當·佛契（即後來的MCA）入團並成為了貝斯手，並在當時的吉他手約翰·貝瑞建議之下，樂團正式更名為野獸男孩。1982年，隨著貝瑞的退出與亞當·霍羅維茨（即Ad-Rock）的加入，他們的音樂風格也從龐克轉為嘻哈。
1992年，戴門成立了野獸男孩的自家唱片廠牌Grand Royal（現已停止營運）。他也對室內裝飾感興趣，並設計了以布魯克林為主題的棉質印花布，並被用於2013年1月重新開放的雀兒喜華蓋夜總會（Marquee nightclub）的翻新工程。
在2012年佛契去世一年後，戴門告訴《滾石雜誌》他「再次對製作新東西感到興奮」並於2013年7月發行了新歌〈Humberto Vs the New Reactionaries (Christine and the Queens Remix)〉。2013年8月，由戴門和哈洛維茲混音的塑膠小野樂隊歌曲〈Bad Dancer〉在線上平台上架。2014年10月，戴門表示他以製作人身分與美國搖滾樂團葡萄牙.人在錄音室工作。他也曾製作英國龐克樂團奴隸樂團於2016年9月30日發行的第二張錄音室專輯《隻手遮天》。
2017年，戴門幫傑克·強森的歌曲〈大蘇爾〉進行了混音。

## 個人生活
1993年，戴門與電影、電視和MV導演塔姆拉·戴維斯結婚。他們育有兩個孩子，戴維斯·戴門（Davis Diamond）和希基勒·戴門（Skyler Diamond）。夫妻倆目前為合法分居。

## 作品列表
與野獸男孩
- 《作惡執照（英语：Licensed to Ill）》（1986年11月15日）
- 《保羅時裝店（英语：Paul's Boutique）》（1989年7月25日）
- 《敲敲你的頭（英语：Check Your Head）》（1992年4月21日）
- 《溝通不良（英语：Ill Communication）》（1994年5月31日）
- 《哈囉下流（英语：Hello Nasty）》（1998年7月14日）
- 《敬紐約一杯（英语：To the 5 Boroughs）》（2004年6月14日）
- 《全民大悶歌（英语：The Mix-Up）》（2007年6月26日）
- 《辣醬委員會第二章（英语：Hot Sauce Committee Part Two）》（2011年4月27日）

## 外部連結
- 戴門的壁紙資料（页面存档备份，存于）